# Brit Awards 1998
Les Brit Awards 1998 ont lieu le 9 février 1998 au London Arena à Londres. Il s'agit de la 18e cérémonie des Brit Awards, présentée par Ben Elton. Elle est enregistrée et diffusée à la télévision sur la chaîne ITV.
Lors de la cérémonie, le chanteur du groupe Chumbawamba qui venait d'interpréter sa chanson Tubthumping, jette l'eau d'un seau à champagne à la figure du vice premier ministre britannique John Prescott,. 

## Interprétations sur scène
Plusieurs chansons sont interprétées lors de la cérémonie :
- All Saints : Never Ever
- Chumbawamba : Tubthumping
- Finley Quaye : Sunday Shinning
- Fleetwood Mac : The Chain et Don't Stop
- Robbie Williams et Tom Jones : Make Me Smile (Come Up and See Me) (en)
- Shola Ama : You Might Need Somebody
- Spice Girls : Stop
- Texas feat. Method Man : Say What You Want
- The Verve : Lucky Man

## Palmarès
Les lauréats apparaissent en caractères gras.

### Meilleur album britannique
- Urban Hymns de The Verve
  - Be Here Now d'Oasis
  - The Fat of the Land de The Prodigy
  - OK Computer de Radiohead
  - White on Blonde de Texas

### Meilleur single britannique
- Never Ever d' All Saints
  - Song 2 de Blur
  - Tubthumping de Chumbawamba
  - I Wanna Be the Only One de Eternal feat. BeBe Winans (en)
  - Something About the Way You Look Tonight / Candle in the Wind 1997 d'Elton John
  - You're not Alone d'Olive
  - Paranoid Android de Radiohead
  - Say What You Want de Texas
  - Bitter Sweet Symphony de The Verve
  - Old Before I Die de Robbie Williams

Note : Le vainqueur est désigné par un vote des auditeurs de plusieurs radios indépendantes britanniques.

### Meilleur artiste solo masculin britannique
- Finley Quaye
  - Gary Barlow
  - Elton John
  - Paul Weller
  - Robbie Williams

### Meilleure artiste solo féminine britannique
- Shola Ama
  - Michelle Gayle (en)
  - Louise
  - Beth Orton
  - Lisa Stansfield

### Meilleur groupe britannique
- The Verve
  - Oasis
  - The Prodigy
  - Radiohead
  - Texas

### Meilleure vidéo britannique
- Never Ever d' All Saints
  - Song 2 de Blur
  - Little Wonder de David Bowie
  - Block Rockin' Beats de The Chemical Brothers
  - Sunchyme de Dario G (en)
  - Alright de Jamiroquai
  - D'You Know What I Mean? d'Oasis
  - Drop Dead Gorgeous de Republica
  - Spice Up Your Life des Spice Girls
  - Late in the Day de Supergrass
  - Bitter Sweet Symphony de The Verve

Note : Le vainqueur est désigné par un vote des téléspectateurs de la chaîne de télévision The Box.

### Meilleur producteur britannique
- The Verve, Chris Potter (en) et Youth
  - Nigel Godrich et Radiohead
  - Liam Howlett
  - Roni Size
  - Stephen Street

### Révélation britannique
- Stereophonics
  - All Saints
  - Shola Ama
  - Embrace
  - Olive
  - Beth Orton
  - Finley Quaye
  - Conner Reeves (en)
  - Roni Size & Reprazent
  - Travis

Note : Le vainqueur est désigné par un vote des auditeurs de BBC Radio 1.

### Meilleur artiste dance britannique
- The Prodigy
  - Brand New Heavies
  - The Chemical Brothers
  - Eternal
  - Jamiroquai

### Meilleur artiste solo masculin international
- Jon Bon Jovi
  - Coolio
  - LL Cool J
  - DJ Shadow
  - Sash!

### Meilleure artiste solo féminine internationale
- Björk
  - Erykah Badu
  - Meredith Brooks
  - Céline Dion
  - Janet Jackson

### Meilleur groupe international
- U2
  - Daft Punk
  - Eels
  - Hanson
  - No Doubt

### Révélation internationale
- Eels
  - Erykah Badu
  - Daft Punk
  - Hanson
  - No Doubt

### Meilleure bande originale de film
- The Full Monty - Le Grand Jeu (The Full Monty) de divers artistes
  - Men in Black de divers artistes
  - Roméo + Juliette (Romeo + Juliet) de divers artistes
  - Space Jam de divers artistes
  - Trainspotting vol.2 de divers artistes

### Album britannique le plus vendu
- Spice et Spiceworld des Spice Girls

### Contribution exceptionnelle à la musique
- Fleetwood Mac

### Freddie Mercury Award
- Elton John

Note: Ce prix spécial, décerné pour la deuxième fois, distingue une œuvre caritative. Elton John le reçoit pour sa fondation, la Elton John AIDS Foundation (en).

## Artistes à nominations multiples
- 5 nominations :
  - The Verve

- 4 nominations :
  - Radiohead

- 3 nominations :
  - All Saints
  - Oasis
  - The Prodigy
  - Texas

- 2 nominations :
  - Shola Ama
  - Erykah Badu
  - Blur
  - The Chemical Brothers
  - Daft Punk
  - Eels
  - Eternal
  - Hanson
  - Jamiroquai
  - Elton John
  - No Doubt
  - Olive
  - Beth Orton
  - Finley Quaye
  - Roni Size
  - Robbie Williams

## Artistes à récompenses multiples
- 3 récompenses :
  - The Verve

- 2 récompenses :
  - All Saints